# Vpliv vetrnih elektrarn na ptice
Z razmahom vetrnih elektrarn po svetu se množijo podatki in raziskave o njihovem škodljivem vplivu na ptice. Zaenkrat je videti, da večina vetrnih elektrarn na večino ptičjih vrst nima omembe vrednega vpliva. Kadar pa so vetrnice postavljene v življenjski prostor redkih in ogroženih vrst ptic je njihov vpliv lahko velik. Zaenkrat je videti, da so najbolj smrtonosne vetrnice v Španiji, kjer 18.000 vetrnic vsako leto pobije med 6 in 18 milijonov osebkov ptic in netopirjev .

## Vrste vplivov na ptice
Da bi bile vetrne elektrarne učinkovite, jih je treba postaviti na odprte, izpostavljene in dobro prevetrene lokacije. Zaradi tega investitorji iščejo gorska in obalna območja, ki so pogosto pomembna za gnezditev, prehranjevanje in selitev ptic. Raziskovalci so identificirali naslednje štiri načine, kako vetrne elektrarne vplivajo na ptice:
Smrtnost zaradi trkov (angleško Collision). Do smrtnosti ptic po navadi prihaja zaradi trkov z lopaticami vetrnic, včasih pa tudi zaradi trkov s stebrom vetrnice, z daljnovodi, stolpi za merjenje vetra in drugimi objekti v sklopu vetrne elektrarne. Raziskovalci poročajo o zelo različnih stopnjah smrtnosti, od 0,01 do 125 ubitih ptic na eno vetrnico na leto. Kadar gre za splošno razširjene in številčne vrste ptic, tolikšna smrtnost nima večjega vpliva na populacije. Velik problem pa lahko predstavlja tolikšna smrtnost, če gre za dolgožive, redke ali ogrožene vrste ptic, kakršne so predvsem velike ujede, npr. planinski orel, beloglavi jastreb, egiptovski jastreb ipd.
Izrinjenje zaradi vznemirjanja (angleško Displacement).
Učinek ovire (angleško Barrier effect).
Izguba habitata (angleško Habitat loss).

## Vpliv na posamezne vrste ptic

### Planinski orel
Primer Altamont Pass WRA. APWRA v Kaliforniji je največja vetrna elektrarna na svetu. Okrog 5400 vetrnic se razprostira na površini 165 km². Do nedavna so bile vetrnice manjših moči, od 40 do 400 kW. Najnovejše raziskave kažejo, da je APWRA med letoma 2005 in 2009 vsako leto ubila povprečno 9300 ptic, med njimi 94 planinskih orlov. Da bi kompenzirali tolikšno smrtnost je potrebnih 314 teritorijev gnezdečih planinskih orlov. 
V zadnjih letih so pričeli stare male vetrnice nadomeščati z novimi velikimi z nazivno močjo 1 MW. Izkazalo se je, da velike vetrnice ubijejo bistveno manj ptic, kot male. Razen pri planinskem orlu, kjer se je smrtnost celo povečala: pri starih majhnih vetrnicah nazivne moči 40-65 KW je smrtnost 0,073 orla/MW/leto, pri starih srednjih vetrnicah nazivne moči 250-400 KW je smrtnost 0,031 orla/MW/leto, pri novih velikih vetrnicah nazivne moči 1 MW pa je smrtnost 0,143 orla/MW/leto.

### Beloglavi jastreb
Beloglavi jastreb (Gyps fulvus) je med vsemi ujedami v Evropi najpogostejša žrtev vetrnih elektrarn. Iz Španije, kjer gnezdi blizu 90% evropske populacije, poročajo o stotinah ubitih jastrebov. Španske izkušnje kažejo, da so za jastrebe najbolj pogubne vetrne elektrarne z (1.) visokimi vetrnicami postavljenimi na (2.) gorske grebene na (3.) višjih nadmorskih višinah, ki imajo (4.) položna gola pobočja. Zaenkrat je videti, da je najbolj smrtonosna Vetrna elektrarna Salajones v Navarri, za katero se je v raziskavi leta 2001 izkazalo, da vsaka vetrnica na leto ubije več kot 8 beloglavih jastrebov. V obsežni 3 letni raziskavi v Navarri, v kateri so na 13 vetrnih elektrarnah našli 345 trupel ubitih ptic, je bilo kar 63% žrtev beloglavih jastrebov (227 ptic); ostalih 37% žrtev je pripadalo 50 različnim vrstam ptic. Na 20 novih vetrnih elektrarnah (252 vetrnic) v bližini Gibraltarja v Andaluziji so v raziskavi v letih 2005-2008 ugotovili, da so vetrnice ubile 87 jastrebov na leto. 
V raziskavi na dveh vetrnih elektrarnah v bližini Gibraltarja na jugu Španije so beležili vrste poškodb, ki so jih dobili ubiti beloglavi jastrebi: 67 jastrebov je imelo zlomljeno ali odsekano perut, 17% jih je bilo razsekanih na več kosov, 12% jih je imelo zlomljeno ali odsekano nogo, 10% jastrebov je imelo telo presekano na dvoje...
Na vetrni elektrarni Lendas na jugu Krete so 27.10.2009 po naključju posneli kako je vetrnica sklatila beloglavega jastreba. To je zaenkrat edini dokumentarni posnetek trka kake ptice z vetrnico. 
V Bolgariji je bil beloglavi jastreba prvič žrtev vetrnice 28.10.2010, ko je Vetrna elektrarna Sveti Nikola blizu Kaliakre mladostnemu osebku odsekala desno perut. V Bolgariji je beloglavi jastreb ogrožena vrsta, saj gnezdi le v eni koloniji v vzhodnih Rodopih, leta 2010 je gnezdilo 47 parov. Na območju Kaliakre se pojavlja zelo redko, ornitologi ga opazujejo manj kot 1x letno.

### Belorepec
Primer Smøla. V letih 2001 in 2005 so na norveškem otočju Smøla postavili skupaj 68 vetrnic z velikostjo rotorja 76 do 82 m. Na območju do 500 m okrog vetrne elektrarne je pred izgradnjo gnezdilo 13 parov belorepcev, do leta 2009 pa se je število zmanjšalo na vsega 5 parov. Med avgustom 2005 in majem 2010 so ornitologi pod vetrnicami našli 36 trupel belorepcev, ki so bili ubiti ob trku z rotorjem vetrnice. Kot najbolj občutljiv čas se je izkazala pomlad, saj so kar 61% žrtev zabeležili v aprilu in maju. 

### Egiptovski jastreb
Egiptovski jastreb (Neophron percnopterus) je globalno ogrožena vrsta. V zadnjih treh generacijah je evropska populacija upadla za več kot 50%, zmanjševanje pa se še kar nadaljuje. Tradicionalnim virom ogrožanja se je v zadnjem času pridružila smrtnost zaradi trkov z vetrnicami. V južni Španiji so v letih 2007-2008 pod vetrnicami našli 5 ubitih egiptovskih jastrebov, v severni Španiji pa leta 2008 štiri. Viabilnostna analiza za španske egiptovske jastrebe je pokazala, da se je zaradi pojava vetrnih elektrarn znatno povečala verjetnost izumrtja populacije. V akcijskem načrtu za ohranitev vrste, ki ga je naročila Evropska komisija, so zato določili visoko prioritetni cilj, da se v radiju 5–8 km okoli aktivnih gnezd egiptovskih jastrebov ne dovoli graditi novih vetrnic, obstoječe pa je treba odstraniti. 

### Ruševec
Primer Tauernwindpark. V letih 2002 in 2004 so v Nizkih Turah na avstrijskem Štajerskem na nadmorski višini med 1800 in 1900 m postavili dotedaj najvišjo vetrno elektrarno v Evropi. Sestavlja jo 13 vetrnic s premerom rotorja 66 m. Na rastiščih do 2 km okrog vetrne elektrarne so pred izgradnjo leta 2002 našteli 41 aktivnih petelinov ruševcev, do leta 2007 pa je število padlo na vsega 9 ruševcev. V istem času je na najmočnejšem rastišču, imenovanem »Tanzstatt«, ki je v neposredni bližini vetrnic, število aktivnih ruševcev padlo iz 12 na nič. V letih 2003 in 2004 so v bližini vetrnic našli 5 trupel ruševcev, ki so očitno umrli zaradi trka z vetrnico.

### Belka
Belka (Lagopus muta) gnezdi visoko v gorah, nad drevesno mejo, kjer je zaenkrat le malo vetrnic. Zaenkrat obstaja le en podatek o vplivu vetrne elektrarne ne to vrsto: ko so v Nizkih Turah na avstrijskem Štajerskem leta 2004 postavili vetrnice na območje, kjer so pred tem gnezdili trije pari belke, so te v dveh letih iz območja izginile.

### Mali podkvasti hudournik
Osamljen primer se je zgodil leta 2013, ko je mali podkvasti hudournik (Hirundapus caudacutus) priletel v malo vetrno trurbino na otoku Harris v škotskih Zunanjih Hebridih, in poginil, njegovo telo pa so odnesli na konzervacijo v muzej. Tega ptiča so po 22-ih letih prvič ponovno opazili na Britanskem otočju, drugače pa je selitvena vrsta z Indijske podceline, Jugovzhodne Azije in Avstraliji.

## Male vetrnice
Do nedavnega je veljalo, da male vetrnice, s premerom rotorja do npr. 10 m, nimajo vpliva na ptice. V zadnjem času pa se je izkazalo, da lahko ponekod tudi male vetrnice ubijejo veliko število ptic.
Vetrnica moči 6 kW, ki je na vrtu osnovne šole v Portlandu, Dorset, delovala 18 mesecev, je v pol leta ubila 14 vodnih ptic. Zaradi pretresenosti šolarjev, so vetrnico julija 2010 ustavili.

## Omilitveni ukrepi
- Prilagoditev lokacije. Pri vetrnih elektrarnah je najbolj učinkovit ukrep za zmanjšanje negativnih vplivov na ptice ustrezna prilagoditev lokacije elektrarne tako, da se izognemo območij, kjer je mogoče pričakovati konflikte z najbolj občutljivimi vrstami. Dokazano je, da je neprimerna izbira lokacije eden najpogostejših vzrokov za škodljive vplive vetrnic na ptice[26].
- Ustvarjanje preletnih koridorjev s presledki v verigi vetrnic. Nekateri avtorji so predlagali, da bi s presledki v verigi vetrnic (izpustitev ene ali dveh vetrnic) zagotovili prostor, ki bi ga ptice uporabljale kot preletne koridorje skozi vetrno elektrarno. Raziskave ne potrjujejo učinkovitosti predlaganega ukrepa. Obsežna raziskava v Navarri v Španiji je pokazala, da vetrnice na koncih verige ne ubijejo nič manj ptic, kot tiste sredi verige[11].

## Temeljni dokumenti
- Evropska komisija je oktobra 2010 objavila navodila (angleško Guidance document) »Wind energy developments and Natura 2000«[27]. Gre za dolgo pričakovani dokument, ki podrobno predstavi pogoje in postopke za umeščanje vetrnih elektrarn v območja Natura 2000. Posebna pozornost je posvečena vplivu na ptice.
- Uradno stališče svetovne zveze za varstvo ptic BirdLife o vplivu vetrnih elektrarn na ptice[28]. Stališče je sprejela Delovna skupina za Ptičjo in Habitatno direktivo dne 9.12.2005. Stališče poudarja velik pomen ustrezne izbire lokacije za postavitev vetrnih elektrarn. Navaja npr., da se je treba izogibati gradnje vetrnic na pomembnih selitvenih koridorjih ptic (posebej na gorskih prelazih), na območjih kjer je znano da prihaja do pogostih trkov ptic z vetrnicami (npr. na gorskih grebenih in v mokriščih).